# Music Week
Music Week è una rivista mensile britannica.
Fondata nel 1959, si occupa di pubblicare in dettaglio le analisi delle classifiche britanniche compilate dalla Official Charts Company.